# Cyphomyia erectispinis
Cyphomyia erectispinis är en tvåvingeart som beskrevs av Lindner 1935. Cyphomyia erectispinis ingår i släktet Cyphomyia och familjen vapenflugor.
Artens utbredningsområde är Colombia. Inga underarter finns listade i Catalogue of Life.